# 多爾村 (印第安納州)
多爾村（英語：Door Village）是位於美國印地安納州拉波特縣的一個非建制地區。該地的面積和人口皆未知。